# Julien Schepens
Julien Schepens (Anzegem, 19 de diciembre de 1935 - Nokere, 16 de agosto de 2006) fue un ciclista belga que fue profesional entre 1956 y 1962. Durante su carrera profesional consiguió 22 victorias, entre las cuales destaca una etapa al Tour de Francia. 
Anteriormente, en categorías inferiores, había conseguido 3 campeonatos de Bélgica individuales y dos de clubes, entre otros muchas victorias.

## Palmarés
- 1956
  - 1º en Anzegem
  - 1º en Ruislede
  - 1º en Kortemark
  - 1º en la clasificación por puntos del Tour de Sudeste
- 1957
  - Vencedor de una etapa del Critèrium de Beernem
  - Vencedor de dos etapas de los 4 días de Dunkerque
  - Vencedor de dos etapas del Tour del Oeste
  - Vencedor de una etapa de la París-Niza
  - Vencedor de una etapa del Trofeo de las 3 Naciones
- 1958
  - Campeón de Bélgica de clubes
  - Campeón de Flandes Occidental interclubs
- 1959
  - Vencedor de una etapa de A través de Flandes
- 1960
  - 1º en el Gran Premio de la Banca de Roulers
  - 1º en el Circuito de las 3 Provincias a Avelgem
  - 1º en el Circuito Mandel-Lys-Escaut
  - Vencedor de una etapa del Tour del Oise
  - Vencedor de una etapa de los Cuatro Días de Dunkerque
  - Vencedor de una etapa al Tour de Francia
- 1962
  - 1º en el Gran Premio de Denain
  - 1º en Eizer

### Resultados al Tour de Francia
- 1960. Abandona (7ª etapa). Vencedor de una etapa. Trae el maillot amarillo durante una etapa